# James-Wieselmaki
Der James-Wieselmaki (Lepilemur jamesi) ist eine auf Madagaskar lebende Primatenart aus der Gruppe der Wieselmakis innerhalb der Lemuren. Die Art wurde 2006 erstbeschrieben, der Name ehrt eine Familie James, die die Erforschung und Erhaltungsmaßnahmen der madagassischen Primaten finanziell unterstützte.

## Merkmale
James-Wieselmakis erreichen eine Kopfrumpflänge von 24 bis 26 Zentimetern, wozu noch ein 28 bis 31 Zentimeter langer Schwanz kommt. Ihr Gewicht beträgt etwa 0,8 Kilogramm, sie zählen also zu den mittelgroßen Wieselmakis. Ihr Fell ist überwiegend braun gefärbt, wobei die Unterseite heller ist. Entlang des Rückens verläuft ein dunkler Aalstrich, der braune Schwanz wird zur Spitze hin schwarz. Der Kopf ist rundlich, von den Ohren bis zur Kehle erstreckt sich eine weißgraue, maskenartige Zeichnung. Die Augen sind wie bei allen Wieselmakis relativ groß.

## Verbreitung und Lebensweise

Verbreitungsgebiet (rot)

James-Wieselmakis sind bislang nur von einem kleinen Gebiet im südöstlichen Madagaskar, dem Manombo-Reservat, bekannt. Ihr Verbreitungsgebiet könnte sich zwischen den Flüssen Manampatrana und Mananara erstrecken, dies ist aber nicht genau bekannt. Ihr Lebensraum sind tropische Regenwälder.
Über die Lebensweise dieser neu entdeckten Art ist noch kaum etwas bekannt. Sie sind nachtaktive Baumbewohner und bewegen sich meist senkrecht an den Stämmen kletternd oder springend fort. Die Nahrung dürfte wie bei allen Wieselmakis aus Blättern, Früchten, Knospen und anderen Pflanzenteilen bestehen.

## Gefährdung
Aufgrund der Unklarheiten über das genaue Verbreitungsgebiet lassen sich auch keine Angaben zum Gefährdungsgrad machen. Die IUCN listet die Art unter „zu wenig Daten vorhanden“ (data deficient).